# Luciobarbus comizo
Luciobarbus comizo је зракоперка из реда Cypriniformes.

## Угроженост
Ова врста се сматра рањивом у погледу угрожености врсте од изумирања.

## Распрострањење
Врста је присутна у Шпанији и Португалу.

## Станиште
Станишта врсте су речни екосистеми и слатководна подручја.